# 김효남 (야구 선수)
김효남(金曉男, 1983년 3월 26일 ~ )은 KBO 리그 전 LG 트윈스의 투수이다.
건국대학교를 졸업한 후, 2006년에 삼성 라이온즈의 1차 지명을 받아 입단하였다. 2006년 시즌 후 곧바로 상무에 입대하여 군 복무를 마치고 2010년에 복귀했다.
2012년 12월 14일 삼성 라이온즈와 LG 트윈스 구단 간의 최초의 트레이드로 현재윤, 손주인과 함께 LG 트윈스로 이적하였다. 하지만 2014년 7월에 조용히 방출되었다.

## 출신 학교
- 흥무초등학교
- 경주중학교
- 경주고등학교
- 건국대학교

## 통산 성적
| 연 도  | 소 속  | 경 기 수 | 이 닝 | 승 | 패 | 홀 드 | 세 이 브 | 실 점 | 자 책 점 | 피 안 타 | 피 홈 런 | 탈 삼 진 | 볼 넷 | 사 구 | W H I P | 방 어 율 |
| ------ | ------ | -------- | ----- | -- | -- | ----- | -------- | ----- | -------- | -------- | -------- | -------- | ----- | ----- | ------- | -------- |
| 2006년 | 삼성   | 21       | 20.2  | 1  | 0  | 0     | 0        | 12    | 10       | 22       | 2        | 11       | 11    | 1     | 1.60    | 4.35     |
| 2010년 | 삼성   | 22       | 24    | 0  | 0  | 2     | 0        | 15    | 11       | 24       | 2        | 1        | 1     | 0     | 1.54    | 4.13     |
| 통산   | 2 시즌 | 43       | 44.1  | 1  | 0  | 2     | 0        | 27    | 21       | 46       | 4        | 12       | 12    | 1     | 1.57    | 4.23     |

## 참고 자료
- 김효남 - KBO 투수별 기록